# TRAVA FIST PLANET
『TRAVA FIST PLANET』（トラヴァフィストプラネット）は、小池健と石井克人が監督、石井克人が脚本を担当しマッドハウスが制作した日本のOVA。
映像レーベル「グラスホッパー」が2001年から2002年にかけて4巻に渡ってリリースしたショートフィルム連載マガジン『Grashoppa!DVDマガジン』にepisode 1が収録された。
2003年3月にはepisode 1の第1話〜4話に再編集と5.1chリミックスを施して1本化し、さらにメイキングとepisode 2のパイロット版を追加収録したフィギュア付DVDがレントラックジャパンより発売・販売された。
また、本作を原案として2010年公開の日本のアニメーション映画『REDLINE』が製作された。
『REDLINE』には本作の登場人物であるトラヴァとシンカイがレーサーとして登場しており、その設定は本作のepisode 1の10年前に当たる。

## ストーリー（episode 1）
能力と呼ばれるマシンを用いて戦う宇宙規模の格闘技大会「フィストプラネット」の参加費を稼ぐため、トラヴァと相棒のシンカイはギャラの良い仕事を引き受けては日々こなしていた。
ある日、トラヴァとシンカイは惑星探査の仕事へ向かう道中、宇宙空間を漂う避難ポッドから記憶を消された謎の美女ミクルを救出する。
ミクルを加えた3人が向かう先は、銀河の果てにある惑星ファーブルのエリア78という場所。今回の仕事はこのエリア78という1区画だけのマーキングである。しかし、その仕事内容にしてはギャラが妙に高すぎるという事が気にかかるトラヴァとシンカイであった。
そして惑星ファーブルに降り立った時、二人はその理由を知る事になる。

## 登場人物
トラヴァ
声：津田寛治
青い毛並みと尖った耳が特徴の「アニスタ族」の青年。天才的なパイロットであり、自身の能力である愛機スピードマスターを駆使する。
かつて軍隊で最も優れた能力の使い手であったが、他の隊員との腕前の差が大き過ぎたために除隊させられた過去を持つ。現在は、シンカイと二人でギャラの良い仕事であれば何でも引き受ける便利屋をしている。
本名はトラヴィスチル・アニスタ。顔の刺青は軍隊に所属していた頃に仲間と共に彫ったものである。
シンカイ
声：森下能幸
トラヴァの相棒。赤い甲殻に覆われた頭の「チクルン人」という海洋系種族の青年。宇宙船やスピードマスターの整備・改造を一人でこなす凄腕のメカニック。
トラヴァと同じ軍隊に所属していたが、トラヴァの専属のメカニックだったためにトラヴァと同時に除隊させられた。
右目は「スケルトンアイ」という変形自在な義眼であり、ズームや録画、透視等の様々な機能を備えた精密な万能センサーである。
また、30日に2日間のサイクルで起こるチクルン人の生理現象「先祖返り」の期間中は性格が変わり、極端に無口で純粋になる。
ミクル
声：小日向しえ
顔に大きな傷痕のある記憶喪失の美女。腰回りが異様に大きい。惑星ファーブル付近の宇宙空間を浮遊していた避難ポッドの中で眠っていた所をトラヴァに救出された。人為的に記憶を消されている。
スエザキ
声：ANIKI
トラヴァとシンカイの同業者。以前、他の探査員と惑星ファーブルの探査に向かったが、エリア78という1区画だけマーキングをやり残して帰還した。
エリア78のマーキングの仕事のギャラが高額である理由を知っている様子。
ライター
声：下田裕司
幻の海賊船ポッグァの乗員である「巨人族」の男。突如トラヴァ達の前に現れて高圧的な態度を見せる。能力の使い手であり、自身の巨体を頑強なパワードスーツ型の能力で包んでいる。
ビッケ
「巨人族」の王であり、海賊船ポッグァの船長。作中では名前が語られるのみである。
ナカガワ
兵器会社「ナカガワ工業」の社長であり、ガッソンの開発者。

## 作中用語
考える武器
ガスやミサイル等の兵器の使用を禁止する戦争協定の締結ののち、兵器会社によって開発された自律稼働型のロボット兵器の総称。ワクチンを投与すれば稼働を停止するという規定があったが、ワクチンの効かない不良品が半数を占めていたために暴走し大量虐殺を繰り返す大惨事となった。以来、「能力」以外の考える武器は協定違反に指定されている。
能力
考える武器の暴走という事態を受けて戦争後期に兵器会社が開発した、人間が操縦するタイプの考える武器。形態は、搭乗して操縦するロボット型のものやパワードスーツ型など様々である。終戦後も改良が重ねられ、現在ではその利便性ゆえに日常生活にまで普及している。
スピードマスター
トラヴァが愛用する能力。軍隊で使用していた機体を引き取ったものであり、シンカイが独自に改造を施している。宇宙空間だけでなく地上でも駆動可能。運動性に優れており、能力を用いた草レースの大会で一度も負けた事がないためにこう名付けられている。
ガッソン
考える武器のうち、昆虫等の節足動物をモデルにして作られたもの。中でも「ナカガワ工業」の製品は特に高い戦闘能力を持つ。
2001年1月1日に放送されたオムニバスドラマ『世にも奇妙な物語 SMAPの特別編』で石井克人が脚本と演出を手掛けた『BLACK ROOM』の作中に同名の怪物が登場するが、関連性は不明。
海賊船ポッグァ
戦争中に滅ぼされた「巨人族」の生き残りが生活しているという巨大な独立移動船。宇宙空間を航行する恐ろしい宇宙海賊船であると噂されているが、その姿を実際に目にした者はいない。
フィストプラネット
宇宙中の能力の使い手の中で最も強い者を決定する格闘技大会。通常、能力を用いて戦う者（ファイター）とメカニックの二人組で出場する。参加費が高額である代わりに、優勝者には莫大な賞金が与えられる。現在宇宙で最も賑わっている話題。

## スタッフ（episode 1）
- 監督 - 小池健、石井克人
- 製作 - 飯泉宏之
- プロデューサー - 丸山正雄、滝田和人
- アシスタントプロデューサー - 谷口達彦
- 脚本 - 石井克人
- 絵コンテ - 今石洋之、小池健、北久保弘之、山本沙代
- 原画 - 奥田佳子、若月愛子、榎本結、長沢和好、矢崎優子、夘野一郎、堀剛史、吉成曜、今石洋之、吉松孝博、林秀夫、高秀国男、江本正弘、仲澤崇仁、浜崎博嗣、加藤優、野村和也、細田直人
- 色彩設計 - 鎌田千賀子
- 特殊効果 - 谷口久美子、鈴木さちこ
- 撮影監督 - 山口仁、滝澤竜
- 音楽 - モーガン・フィッシャー
- 音楽プロデューサー - 山田勝也
- 音響効果 - 野口透
- 編集 - 寺内聡、伊藤佑喜子、木村佳史子、土屋さゆり、牧野由典
- アニメーション制作 - Grasshoppa!、マッドハウス

## 主題歌
『SPARKLE AND SHIMMER』 Emi Hiraki

## episode 2パイロット版
episode 1の3年後、トラヴァとシンカイのコンビがついにフィストプラネットに初出場するという設定。内容は、トラヴァとシンカイがフィストプラネットの最有力優勝候補となった巨人族のライターとメカニック担当のミクルの二人組に会場で再会し、賞金を賭けた頂上決戦を開始するというもの。
なおepisode 2の本編は制作されていない。